# 안드레이 사하로프
안드레이 드미트리예비치 사하로프(러시아어: Андре́й Дми́триевич Са́харов, 문화어: 안드레이 싸하로브, 1921년 5월 21일 ~ 1989년 12월 14일)는 소련의 핵물리학자, 반체제 인사, 인권 운동가이다. 1975년 소련에서 인권 향상을 위한 운동을 전개한 공로를 인정받아 노벨 평화상을 수상하였다.

## 교육
사하로프는 1921년 5월 21일에 러시아 모스크바에서 사립학교 물리학 교사 겸 아마추어 피아노 연주자였던 드미트리 이바노비치 사하로프의 아들로 태어났다. 1938년에는 모스크바 대학교에 입학했지만 1941년에 독소 전쟁(제2차 세계 대전의 동부 전선)의 여파로 인해 투르크메니스탄 아시가바트로 피신했고 러시아 울리야놉스크에서 연구 생활을 마치게 된다.
사하로프는 1945년에 모스크바로 귀환한 이후에 레베데프 물리학 연구소에서 근무했고 소련 과학 아카데미의 정회원이 되었다. 1947년에는 소련 과학 아카데미로부터 물리학 학사 학위를 받았다.

## 물리학 연구
사하로프는 1948년부터 이고리 쿠르차토프, 이고리 예브게니예비치 탐과 함께 원자폭탄 제조 프로그램에 참여했다. 사하로프의 원자폭탄 연구는 1949년 8월 29일에 실시된 소련 최초의 핵실험인 RDS-1으로 이어지게 된다. 1950년에는 러시아의 폐쇄 도시인 사로프로 이주하면서 수소폭탄 개발에 착수했는데 이는 1955년 11월 22일에 실시된 소련 최초의 수소폭탄 실험인 RDS-37, 1961년 10월 30일에 실시된 핵실험인 차르 봄바로 이어지게 된다.
1950년에는 도넛 모양의 원자로에 기초한 통제된 핵융합 원자로인 토카막 건설을 제안했다. 사하로프는 탐과 함께 자기장을 이용하여 극도로 높은 온도를 띤 이온화가 된 플라즈마를 가두는 이론을 제시했다. 1953년에는 자기장을 압축한 폭발물인 폭발 펌프 유동 압축 발전기를 발명했다. 사하로프는 1953년에 소련 정부로부터 스탈린상(나중에 소련 국가상으로 이름을 바꿈)을, 1956년에 레닌상을 수상하면서 명성을 떨치게 된다.
1965년 이후에는 기초과학 분야로 돌아가서 입자물리학과 우주과학을 연구했다. 사하로프는 특히 우주의 중성자 비대칭성 구조를 설명하려고 시도했고 과학자로서는 처음으로 일명 "2개의 우주 조각" 이론을 제시하여 우주의 대폭발 과정과 연결시켰다. 사하로프 역시 양자 중력의 대안으로 중력을 감지하는 이론을 제시했다.

## 활동가
사하로프는 소련 정부로부터 3번의 사회주의 노동영웅 칭호, 4번의 레닌 훈장을 받았을 정도로 "소련의 수소폭탄의 아버지"라는 별칭을 받았지만 핵실험에 따른 방사능 오염 현상을 목격하게 되면서 반체제 활동을 전개하게 된다. 사하로프는 1960년대부터 핵무기의 위험성을 자각하면서 핵실험에 반대하는 입장을 표명했는데 이는 1963년에 체결된 부분적 핵실험 금지 조약으로 이어지게 된다.
1967년에는 탄도탄 요격유도탄이 미국과 소련 간의 외교 관계에서 중요한 쟁점으로 거론되면서 사하로프는 소련 지도부에게 소련이 미국의 제안을 받아들여야 한다고 주장하는 한편 미국과 소련 간의 탄도탄 요격유도탄 경쟁의 위험성을 주장하는 소련의 한 신문에 자신의 글을 기고해 줄 것을 요청했다. 소련 정부는 사하로프의 요청을 거절했고 사하로프가 소련에서 책을 출판하여 해당 의제에 대한 토론을 벌이는 것을 금지시켰다.
사하로프는 1968년에 사미즈다트(지하 출판물) 형식을 띤 《진보·평화 공존 및 지적 자유에 관한 고찰》을 발표하게 된다. 사하로프는 이 기고문에서 핵전쟁의 위험성을 주장하는 한편 모든 핵무기 보유 국가의 핵무기 감축과 민주주의의 확산을 주장했다. 사하로프의 기고문이 소련 밖에서 출간된 사실을 확인한 소련 정부는 사하로프에게 군사 관련 연구 참여를 금지하는 조치를 내리는 한편 사하로프를 과학 아카데미 물리학 연구소로 좌천시켰다.
모스크바에서 개방된 반체제 인사의 역할을 맡았던 사하로프는 1970년대부터 소련의 인권 운동에 참여했으며 소련의 반체제 작가였던 알렉산드르 솔제니친 또한 사하로프의 입장에 동조했다. 이 때문에 사하로프는 1972년부터 소련 과학 아카데미에 소속되어 있던 동료 과학자들로부터 지속적인 압력을 받게 된다. 1970년에는 모스크바에서 소련 인권 위원회를 창설했다. 이 단체는 이의 신청서를 작성하고 청원 서명을 모집하는 한편 몇몇 국제 인권 단체와의 협력을 주도했다.
사하로프의 사회 발전 이념은 인권의 발전을 정치의 기반으로 삼는 데에 주력했다. 사하로프는 자신의 저서에서 "금지된 일이 없는 것이 곧 허용된다"고 말하면서 법 이외의 어떠한 도덕적 규범 또는 문화적 규범의 중요성과 정확성을 부정했다. 이처럼 사하로프는 반체제 활동, 인권 운동으로 인해 소련 정부로부터 격렬한 비판과 탄압의 대상이 되었다. 1972년에는 소련의 인권 운동가인 옐레나 본네르와 결혼했고 1974년에는 프랑스의 치노 델 두카 재단에서 수여하는 문학상인 치노 델 두카 세계상을 수상했다.
1975년에는 소련에서의 인권 향상 운동에 참여한 사실을 평가받아 노벨 평화상을 수상했지만 소련 정부가 사하로프의 해외 출국을 허용하지 않았기 때문에 사하로프는 노벨 평화상 시상식에 참석하지 못했다. 이 때문에 사하로프의 아내였던 옐레나 본네르가 사하로프를 대신해서 노벨 평화상 시상식에 참석했다. 노르웨이 노벨 위원회는 사하로프를 "인류의 양심의 대변인"으로 규정했고 "사하로프는 인간의 불가침적인 권리가 진실하고 지속적인 국제 협력을 위한 유일하고 안전한 토대를 제공한다는 사실을 설득력 있게 강조했다."고 높이 평가했다.

## 유배 생활
사하로프는 1980년 1월 22일에 소련의 아프가니스탄 침공에 항의하는 시위에 참여한 이후에 체포되었다. 러시아 고리키(현재의 러시아 니즈니노브고로드)에 유배된 사하로프는 소련 정부로부터 받았던 모든 상과 훈장을 박탈당하고 만다. 사하로프는 1980년부터 1986년까지 고리키에 위치한 아파트에 수감되면서 소련 경찰의 삼엄한 감시를 받았고 외부와의 접촉이 금지되었다. 사하로프의 회고록에 따르면 사하로프 본인은 고리키의 아파트에 수감되어 있던 동안에 반복적인 수색과 강도 행위가 있었다고 한다.
1984년에는 자신의 아내였던 옐레나 본네르가 심장질환 수술을 받게 되면서 사하로프는 자신의 해외 출국을 허용해 줄 것을 요구하는 단식 투쟁을 벌였지만 소련 정부는 사하로프의 요구를 거절하고 사하로프를 강제로 병원에 입원시켰다. 사하로프는 병원에서 강제로 음식을 먹는 형벌을 받았고 4개월 동안 고립된 상태로 있었다. 사하로프의 아내였던 본네르는 1984년 8월에 법원으로부터 5년 동안 고리키에 유배당하는 형벌을 받았다. 1986년 12월 19일에 미하일 고르바초프 소련 공산당 서기장이 전화 통화를 통해 페레스트로이카, 글라스노스트 정책을 계기로 사하로프와 본네르 부부가 모스크바로 귀환할 수 있게 되었음을 통보하면서 사하로프는 소련 정부로부터 복권 조치를 받았다.
1988년에는 유럽 의회가 사하로프의 공로를 인정받아 인권과 자유 향상에 기여한 개인 또는 단체에게 수여하는 사하로프상을 신설했다. 사하로프는 1988년에 휴머니스트 인터내셔널(Humanists International)로부터 국제 인민주의상을 수상했고 1989년 3월에는 소련 인민대표대회 의원으로 선출되었다. 1989년 12월 14일에 모스크바에서 확장성 심근병증으로 인한 부정맥으로 인해 향년 68세를 일기로 사망했으며 사하로프의 시신은 모스크바에 위치한 보스트랴콥스코예 묘지에 안치되었다.

## 같이 보기
- 중입자 생성
- 사하로프상
- 모르데하이 바누누